# Усть-Алексієвське сільське поселення
Усть-Алексі́євське сільське поселення (рос. Усть-Алексеевское сельское поселение) — сільське поселення у складі Великоустюзького району Вологодської області Росії.
Адміністративний центр — село Усть-Алексієво.

## Населення
Населення сільського поселення становить 1196 осіб (2019; 1498 у 2010, 2049 у 2002).

## Історія
Усть-Алексієвська сільська рада була утворена 1924 року у складі Усть-Алексієвського району. Того ж року була утворена і Верхньошардензька сільська рада з центром у селі Горбачево. 1959 року Усть-Алексієвський район був ліквідований, територія увійшла до складу Великоустюзького району. Тоді ж до складу Усть-Алексієвської сільради було приєднано ліквідовані Нижньоварженську сільську раду та Нижньоюзьку сільську раду. У 1960-1961 роках до складу Верхньошардензької сільради було приєднано ліквідовані Липовську сільську раду та Підволоцьку сільську раду, Верхньошардензька сільрада мала у своєму складі 32 населених пункти і населення 1600 осіб. 1963 року центром Верхньошардензької сільради стало село Верхня Шарденьга. Станом на 1999 рік до складу Усть-Алексієвської сільради входили 32 населених пункти. 2001 року ліквідовано присілки Облупинський Починок, Осієво та Тихоново.
Станом на 2002 рік існували Верхньошардензька сільська рада (село Верхня Шарденьга, присілки Антипово, Бакшеєво, Виставка, Гора, Горбачево, Жуково, Загор'є, Істопна, Касьянка, Липовець 1-й, Липовка, Москвін Починок, Мурдінська, Орлов Починок, Осниця, Підвальє, Підволоч'є, Ребцово, Слободчиково, Стари Починок, Упірево, Якушино) та Усть-Алексієвська сільська рада (село Усть-Алексієво, присілки Аксеновський Починок, Антоново, Артемовка, Архангельська Мельниця, Білозерово, Бірічево, Бурлево, Варгалово, Великий Двор, Воронино, Гаврино, Гольцово, Горбищево, Дресвище, Заозериця, Івернево, Кочуріно, Малинники, Ольховка, Опалево, Пожарово, Селіваново, Скороходово, Слудка, Теляче, Уліткино, Ульяниця, Юшково). 2006 року сільради були перетворені у сільські поселення.
29 травня 2017 року ліквідовано Верхньошардензьке сільське поселення, його територія увійшла до складу Усть-Алексієвського сільського поселення.
2020 року ліквідовано присілки Липовець 1-й, Липовка, Орлов Починок, Уліткино, Упірево.

## Склад
До складу сільського поселення входять:
| Населений пункт                  | Населення, осіб (2002) | Населення, осіб (2010) |
| -------------------------------- | ---------------------- | ---------------------- |
| Аксьоновський Починок, присілок  | 15                     | 10                     |
| Антипово, присілок               | 0                      | 0                      |
| Антоново, присілок               | 6                      | 3                      |
| Артемовка, присілок              | 0                      | 1                      |
| Архангельська Мельниця, присілок | 29                     | 24                     |
| Бакшеєво, присілок               | 0                      | 0                      |
| Білозерово, присілок             | 8                      | 0                      |
| Бірічево, присілок               | 66                     | 36                     |
| Бурлево, присілок                | 4                      | 4                      |
| Варгалово, присілок              | 5                      | 2                      |
| Великий Двор, присілок           | 32                     | 12                     |
| Верхня Шарденьга, село           | 209                    | 161                    |
| Виставка, присілок               | 0                      | 0                      |
| Воронино, присілок               | 4                      | 0                      |
| Гаврино, присілок                | 6                      | 7                      |
| Гольцово, присілок               | 4                      | 3                      |
| Гора, присілок                   | 6                      | 2                      |
| Горбачово, присілок              | 190                    | 126                    |
| Горбищево, присілок              | 3                      | 5                      |
| Дресвище, присілок               | 0                      | 0                      |
| Жуково, присілок                 | 7                      | 0                      |
| Загор'є, присілок                | 1                      | 0                      |
| Заозериця, присілок              | 41                     | 29                     |
| Івернево, присілок               | 1                      | 0                      |
| Істопна, присілок                | 0                      | 0                      |
| Касьянка, присілок               | 3                      | 0                      |
| Кочуріно, присілок               | 5                      | 0                      |
| Липовець 1-й, присілок           | 0                      | 0                      |
| Липовка, присілок                | 0                      | 0                      |
| Малинники, присілок              | 2                      | 1                      |
| Москвін Починок, присілок        | 6                      | 0                      |
| Мурдінська, присілок             | 16                     | 5                      |
| Ольховка, присілок               | 77                     | 47                     |
| Опалево, присілок                | 0                      | 0                      |
| Орлов Починок, присілок          | 0                      | 0                      |
| Осниця, присілок                 | 0                      | 0                      |
| Підвальє, присілок               | 4                      | 0                      |
| Підволоч'є, присілок             | 34                     | 23                     |
| Пожарово, присілок               | 56                     | 47                     |
| Ребцово, присілок                | 0                      | 0                      |
| Селіваново, присілок             | 7                      | 0                      |
| Скороходово, присілок            | 0                      | 0                      |
| Слободчиково, присілок           | 15                     | 9                      |
| Слудка, присілок                 | 4                      | 2                      |
| Старий Починок, присілок         | 0                      | 0                      |
| Теляче, присілок                 | 6                      | 2                      |
| Уліткино, присілок               | 0                      | 0                      |
| Ульяниця, присілок               | 5                      | 3                      |
| Упірево, присілок                | 0                      | 0                      |
| Усть-Алексієво, село             | 1147                   | 921                    |
| Юшково, присілок                 | 4                      | 0                      |
| Якушино, присілок                | 21                     | 13                     |